# Lipótvár ostroma
Lipótvár ostroma egy várostrom volt az 1848–49-es forradalom és szabadságharc téli hadjáratában. A lipótvári várat a Balthasar Simunich altábornagy vezette császári sereg 1848. december 20-án vette ostromzár alá. Az Ordódy Kálmán és Mednyánszki László őrnagy vezette magyar védők 36 napig tartó ellenállás után, 1849. február 2-án feltétel nélkül feladták az erősséget.

## Előzmények
Lipótvár erődítményét az 1663-as török támadás hatására 1664-ben az akkoriban korszerűnek számító hadmérnöki tervek alapján készítették el az itáliai Palma Nuova erődváros mintájára szabályos hatszög alakú füles bástyákkal ellátva, de az 1848–49. évi szabadságharc idején azonban már nem tartozott a jól kiépített erődök közé. Falai megsüllyedtek, a gondozás hiánya miatt a Vág hordaléka a várárkot betemette. A vár védelmét megnehezítette a sáncrendszer, a bombabiztos kazamaták és a megfelelő tüzérség hiánya, amivel korszerű erődök akkoriban rendelkeztek. A katonai szakértők, -mint Görgei Artúr- a várat csekély belső területe miatt könnyen szétlőhetőnek tartották. Az erősség jelentőségét az értékelte fel, hogy a Szlovák Nemzeti Tanács által szervezett csapatok 1848 őszén több alkalommal betörtek Észak-Magyarországra.

## A vár biztosítása

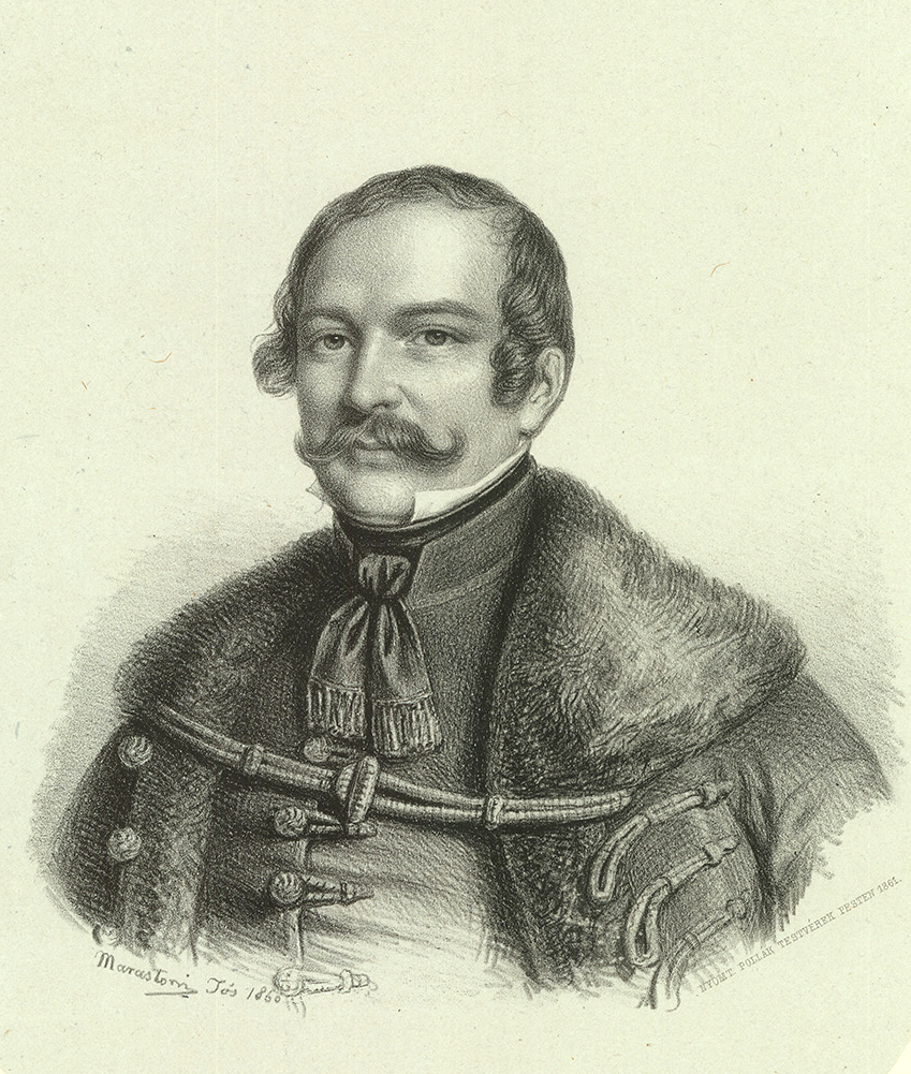
Jeszenák János Nyitra, majd Nyitra és Pozsony vármegyék kormánybiztosa, a szabadságharc vértanúja. Jelentős szerepe volt a lipótvári vár magyar kézre kerülésében

A várőrség 1848 szeptemberétől a 17. (2. román) határőrezred 1. zászlóaljának négy századából állt. E századokat eredetileg a Délvidékre rendelték, de megbízhatatlanságuk miatt innen hamarosan kivonták őket és az – akkor még jelentéktelennek tartott – lipótvári vár védelmére rendelték.  Karl Bibra ezredes, a várőrség parancsnoka számos Magyarországon szolgáló tiszttársához hasonlóan – 1848 őszéig színleg elfogadta a magyar hadügyminisztérium fennhatóságát, 1849. október 7-én azonban a várőrség előtt felolvastatta az október 3-i császári manifesztumot és ezzel nyilvánvalóvá tette megbízhatatlanságát. Az ezredes abban nem reménykedett, hogy a várat a rendelkezésére álló csekély erőkkel megvédheti, ezért azt tervezte, hogy a várlövegek egy részével együtt elhagyja az erődítést, a hátramaradt lövegeket pedig használhatatlanná teszi. A terv végrehajtását báró Jeszenák János Nyitra megyei főispán, Nyitra és Pozsony megyék kormánybiztosa akadályozta meg, aki október 14-én a környéken mozgósított szlovák és magyar nemzetőrökkel körülzáratta az erősséget és felszólította a várbelieket a magyar zászló kitűzésére. A tárgyalások eredményeként október 16-án a várőrség kivonult a várból, és Bibra ezredes lemondott várparancsnoki tisztségéről. Jeszenák János  Adolph Hohenstegh nemzetőr százados vezetésével háromszáz nemzetőrt hagyott hátra a vár védelmére.

## Erődítési munkálatok

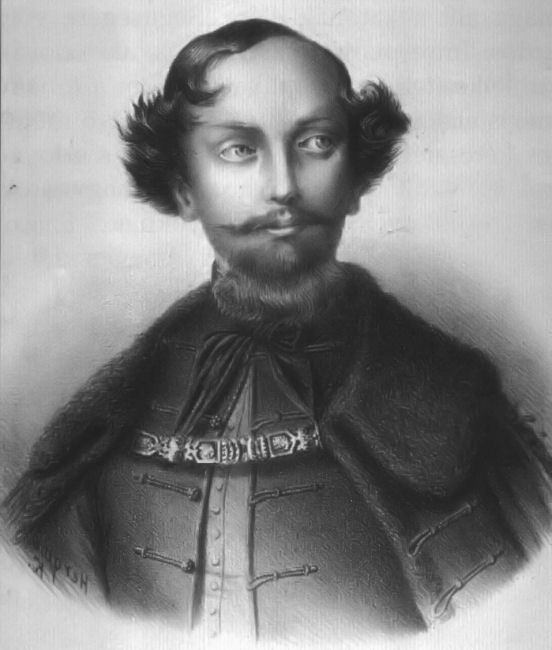
Mednyánszky László, a vár erődítési parancsnoka, Görgei Artúr közeli barátja

Az 1848-as események hatására azonban a magyar kormány szükségesnek látta a vár modernizálását. Kossuth Lajos ősszel báró Mednyánszki Lászlót nevezte ki a vár erődítési parancsnokának. Mednyánszki képzett katona volt, a tullini utásziskolában végezte tanulmányait, majd a nemesi testőrségbe állt, ahol barátságot kötött Görgeivel, akivel szobatársak voltak. A várőrség létszámát fokozatosan sikerült emelni. 2 század olasz származású Ceccopieri gyalogság, a Frangepán-csapat, a pákozdi és schwechati csatában is részt vett, tehát harceddzettnek számító 450 fős 7. honvéd zászlóalj, valamint a 16. zászlóalj főként szlovák legénységű két százada is 750 fővel. A Párizsban hadmérnöki akadémiát végzett Gruber Fülöp képezte ki a vár tüzéreit. Létszámukat nem sikerült a megfelelő mennyiségre emelni, összesen 58-an voltak. Rendelkezésükre állt 24 várlöveg és egy háromfontos üteg. Mednyánszky korábban megpróbálta Komárom várából ellátni várát megfelelő tüzérséggel, de az erőfeszítései nem jártak sikerrel.

## Az ostrom

### Az ostrom első szakasza (1848. december 20. – 1848. december 30.)
A téli hadjárat megindulásakor az Ordódy Kálmán vezette magyar dandár Nagyszombatra, majd Lipótvárra menekült Simunich támadása elől. Ugyanakkor a győztes nagyszombati ütközet után Simunich nem csatlakozott Windisch-Grätz főerőihez, hanem északkelet felé fordult és december 20-án zár alá vette a lipótvári várat.
Az 1528 fős várőrségnek mintegy 5000 fős ostromsereggel szemben kellett helytállni. Windisch-Grätz mindössze két napot szánt a vár bevételére. A túlerőt és a vár állapotát figyelembe véve a császáriak optimizmusa indokolt volt, az ostrom azonban nem várt módon elhúzódott. Az ostromsereg tüzérségéhez Bécsből rendeltek erősítést, mert Simunich nem rendelkezett megfelelő ostromtüzérséggel, csak 6 fontos lövegei voltak; az ágyúk azonban csak december 27-én érkeztek meg, így addig a védők a várfalak megerősítésén, az ostromlók az ütegállások kiépítésén dolgoztak.
A tüzértisztek, Wurmb őrnagy és Ambrosy százados terepszemlét tartott és kiválasztották az ütegállások helyét. Az ostromzár kialakítása nehezen ment, mivel a hideg idő tette az ütegek közeli beásását, így csak a 30 fontos nehéz mozsarakra és a rakétákra számíthattak. Az ütegeket több irányból állították fel:
- az egyiket mintegy ezerlépésnyire a vártól (két 12 fontos ágyú és egy 10 fontos tarack)
- a másikat a Beregszeg előtti holtágnál, feladata a kapu szétlövése volt (két 12 fontos ágyú és egy 10 fontos tarack)
- a vártól északra rakétaütegeket helyeztek el, melyeket öt darab 7 fontos tarack támogatott
- a negyediket természetes fedezékekben, a vidék három völgyteknőjében.

December 29-én felrobbant Simunich hadtestének tüzérségi laboratóriuma, ami szintén hátráltatta az ostrom megkezdését. A december 30-án, Domusovich százados vezényletével megkezdett ágyúzás nem tett jelentősebb kárt az erősségben, mert a bombák többsége a rosszul beállított gyújtók miatt még a célba érés előtt felrobbant; a reggeltől fél kettőig kilőtt 54 bombából csak egy-kettő robbant az erőd területén. A vártüzérek viszont erre erős ellentűzzel reagáltak, súlyos veszteségeket okozva az ostromlóknak. Két ágyút és két lovat tettek harcképtelenné, egy szekeret szétlőttek és három rakétakezelőt megsebesítettek, mire a rakéta ütegparancsnoka visszavonta ütegét a megsemmisítő tűz elől. A császáriak további veszteségeket is szenvedtek délutánig, mire minden lőszerüket ellőtték.

### Az ostrom második szakasza (1848. december 30. – 1849. január 16.)
Mivel a vár két hét után is ugyanolyan szilárdan tartotta magát, Simunich erősítést kért Windisch-Grätztől, aki viszont egy komoly tüzérségi csapásban látta az ostrom kérdésének megoldását, ezért utasította a hadügyet, hogy küldjenek további tüzérséget Lipótvár alá. Navarra őrnagy két altiszttel, 10 tüzérrel, két 60 fontos mozsárral és négy 18 fontos ágyúval érkezett meg január 6-án és 7-én.
Ordódy haditanácsot hívott össze, amin megvitatták a vár és védőinek jövőbeni sorsát. Ordódy nem bízott a vár megtartásában, azonban Görgei levele egyértelműen őt tette felelőssé, ezt viszont nem kívánta vállalni. A kedvezőtlen hadi helyzet is alátámasztotta a várparancsnok aggodalmait, hiszen megtudták, hogy Pest január 5-én elesett. A tisztikar két pártra szakadt: a Mednyánszky, Gruber és Massoneri által fémjelzett tábor a megadás ellen foglalt állást, a többiek mellette -Ordódy viszont küldött egy futárt a magyar hadügyminisztériumhoz, és egyet Windisch-Grätzhez is. A császári főparancsnok válasza viszont elutasító volt, csak a várőrség feltétel nélküli megadását fogadta volna el. Ordódy ekkor Mednyánszkyt és az olaszokat jelölte meg az egyezség hátráltatóinak.
Különösen nehéz helyzetben volt a Frangepán-csapat, hiszen katonái katonaszökevénynek számítottak, ezért fogságba kerülve a cs. kir. hadbíróság minden bizonnyal halálra ítélte volna őket.
Ordódy őrnagy azonban a teljes várőrség kitörését és a Frangepán-zászlóalj kitörését is megtiltotta, azzal az indokkal, hogy ő a vár védelmére kapott parancsot és a Frangepán-csapat távozása jelentősen meggyengítené a védőket. Ordódy ugyanakkor tiszti becsületszavát adta, hogy ha a vár feladására kényszerülne, akkor a kapituláció feltétele az olasz katonák számára adott kegyelem lesz. Simunich 1849 január közepéig újabb előkészületeket tett a vár lövetésére, de ekkor a vár ostromát meg kellett szakítania. A főváros feladása után ugyanis -mint Simunich 3 elfogott Miklós-huszártól megtudta- Görgei Artúr vezérőrnagy feldunai hadteste észak felé fordult, azzal a feladattal, hogy támadja meg Simunich erőit és mentse fel Lipótvárt. Simunich ennek hírére serege nagyobb részével pánikszerűen Nyitrára vonult, majd néhány nap múlva teljesen megszüntette a vár körüli ostromzárat. Ezt tetézte, hogy a védők január 13-án sikeres kitörést hajtottak végre, 30 ökörrel és négy fogollyal tértek vissza, valamint kiegészítették a vár élelmiszerkészleteit.

### Az ostrom harmadik szakasza (1849. január 16. – 1849. február 2.)
| "…tétovázó és késedelmeskedő volt minden tettében, bár katonai képzettséggel bírt, de nem volt erélyes és eléggé bátor." (Árvai Sándor a 7. honvédzászlóalj hadnagya Ordódy Kálmánról) |

Rövidesen a magyar hadvezetésnek be kellett látnia, hogy a feldunai hadsereg teljesen megsemmisülhet, ha tovább erőlteti Lipótvár felmentését, így Görgei a bányavárosok felé vonult, a császári sereg pedig visszatért és elfoglalta korábbi pozícióit a lipótvári várnál. Simunich lőszer utánpótlást kért, majd ezt január végén folyamatosan meg is kapta. Új tüzérségi parancsnok is érkezett, Nepreny százados személyében, aki hozott magával két 60 fontos, két 30 fontos mozsárágyút és négy 18 fontos ágyút. Január 27-29. között új ütegállásba vontatták az ágyúkat. A magyarok ezt január 30-án egy kitöréssel próbáltak megzavarni Mednyánszky vezetésével, ezer emberrel és 4 ágyúval -sikertelenül. Az ostromlók óriási tüzérségi eszközt halmoztak fel a vár lövetésére: 2762 bombát, 1200 golyót és 1666 gránátot. A február 2-án  meginduló, egy órán át tartó erőteljes ágyúzás alatt 277 lövést zúdítottak a várra. Olyan súlyos károkat okoztak (szétlőtték a kórházat, a raktárakat, a kaszárnyákat), hogy a védők erkölcsi ereje megtört, Ordódy pedig még ezen a napon kitűzette a fehér zászlót és tárgyalások kezdődtek a vár átadásáról. Mikor a védők őfelsége kegyelmére megadták magukat, 1272 főnyi legénység és 41 tiszt került hadifogságba.

## A megtorlás

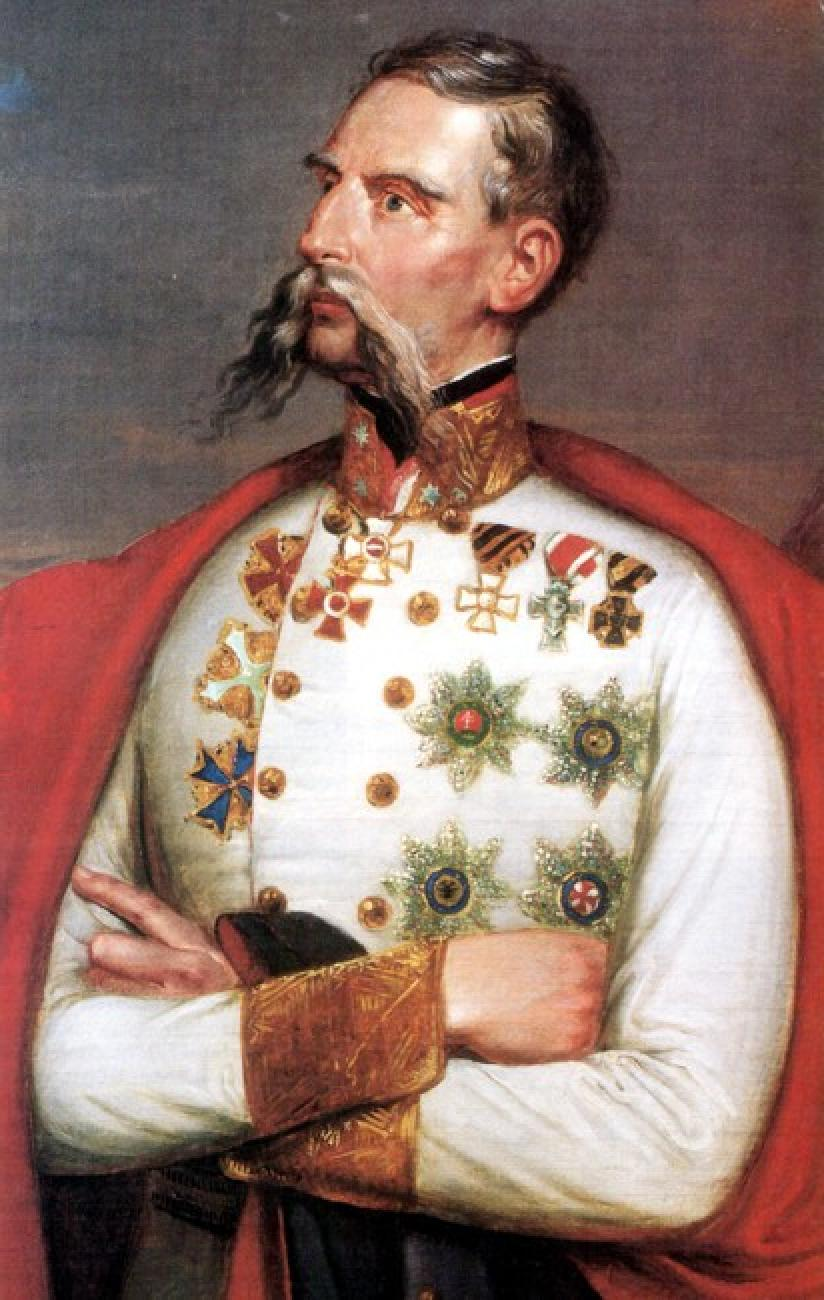
Haynau, a „bresciai hiéna”

A történet valódi hősei Mednyánszky László és Gruber Fülöp voltak, akik – bár ismerték az erőd gyengeségét – kitartásra buzdítottak, még akkor is, mikor már reménytelen volt a helyzetük. Felfüggesztett halálbüntetést kaptak, amit Haynau 1849. június 5-én hajtatott végre, így mutatkozva be mint újdonsült főparancsnok, s egyúttal jelezve a magyar vezetőknek, hogy nem számíthatnak kegyelemre.